# Białka FOX
Białka FOX (z ang. Forkhead box) – rodzina czynników transkrypcyjnych, które odgrywają ważną rolę w regulacji ekspresji genów biorących udział we wzroście komórek, proliferacji, różnicowaniu i długowieczności. Wiele białek FOX jest ważnych dla rozwoju embrionalnego. Zidentyfikowano wiele genów kodujących białka FOX m.in. FOXA1, FOXA2, FOXA3,FOXB1, FOXB2, FOXF1, FOXF2.
Dla przykładu gen FOXD2, został powiązany z wirusem brodawczaka ludzkiego, obecność genów zaobserwowano w materiale pochodzącym z przednowotworowych zmian szyjki macicy na różnych poziomach złośliwości. Z tego powodu gen ten może być związany z guzem i może być potencjalnym markerem prognostycznym progresji zmian preneoplastycznych szyjki macicy.